# Курман, Фридолин
Фридолин Курман (нем. Fridolin Kurmann, 12 декабря 1912, Цюрих — не ранее 1997 и не позднее 2009) — швейцарский хоккеист на траве, защитник. Участник летних Олимпийских игр 1936, 1948 и 1952 годов.

## Биография
Фридолин Курман родился 12 декабря 1912 года в швейцарском городе Цюрих.
Окончил начальную школу и учился на обивщика автомобилей в Цюрихе.
Начал заниматься хоккеем на траве в ранней юности. Играл за цюрихский «Ред Сокс», в составе которого неоднократно выигрывал чемпионат Швейцарии.
В 1936 году вошёл в состав сборной Швейцарии по хоккею на траве на летних Олимпийских играх в Берлине, поделившей 7-9-е места. Играл на позиции защитника, провёл 3 матча, мячей не забивал.
В 1948 году вошёл в состав сборной Швейцарии по хоккею на траве на летних Олимпийских играх в Лондоне, поделившей 5-6-е места. Играл на позиции защитника, провёл 3 матча, мячей не забивал.
В 1952 году вошёл в состав сборной Швейцарии по хоккею на траве на летних Олимпийских играх в Хельсинки, поделившей 7-8-е места. Играл на позиции защитника, провёл 3 матча, мячей (по имеющимся данным) не забивал.
Курман и его товарищ по команде «Ред Сокс» Ханс Грунер — единственные швейцарские хоккеисты на траве, участвовавшие в трёх летних Олимпийских играх.
Завершил игровую карьеру в 1960-е годы, когда ему было более 50 лет.
С 1930 года по 1950-е годы провёл за сборную Швейцарии 45 матчей.
Работал полицейским.
Умер между 1997 и 2009 годами.

## Семья
Отец — Якоб Курман, сержант полиции.
Жена — Берта Руф. Поженились в 1939 году.